# Vårfrukatedralen i Strasbourg
Vårfrukatedralen i Strasbourg (franska: Cathédrale Notre-Dame de Strasbourg, tyska: Liebfrauenmünster zu Straßburg), även kallad Notre-Damekatedralen i Strasbourg, är en romersk-katolsk katedral i Strasbourgs katolska ärkestift. Mellan 1647 och 1874 var katedralen, med sitt höga torn, världens högsta byggnad. Den anses vara ett arkitektoniskt mästerverk och dess mest berömda parti är rosettfönstret.
Goethe (bland annat i Von deutscher Baukunst, på svenska Om tysk byggnadskonst från 1772) och Victor Hugo uttryckte sin beundran för den uppåtsträvande arkitekturen.

## Historik
Katedralens första sten lades 1015 av biskop Werner I av Habsburg. Den äldsta delen är en romansk byggnad med krypta och ett kort absidartat kor. Skeppet fullbordades 1275. Rosettfönstret påbörjades av Erwin von Steinbach 1277. Av de två torn som skulle ha prytt fasaden kom endast det norra till utförande. Det fullbordades 1439, men i en senare tids former, av Johannes Hültz från Köln. 1839–1842 byggdes ett astronomiskt ur som innehåller rester av det bekanta astronomis ut som konstruerades av Conrad Dasypodius 1571.
Under franska revolutionen skadades katedralens talrika portal- och fasadstatyer. Byggnaden skadades svårt av artillerield i fransk-tyska kriget 1870 och fick restaureras.
Under andra världskriget fick katedralen ett symbolisk värde för båda stridande parter. Adolf Hitler, som såg katedralen den 28 juni 1940 ville göra den till en nationalhelgedom, medan general Leclerc i Kufra den 1 mars 1941 svor att "först lägga ned vapnen när våra vackra färger åter vajar på Strasbourgs katedral." Den 11 augusti 1944 skadades byggnaden när den träffades av de engelska och amerikanska flygbombningarna. 1990 blev byggnaden slutgiltigt restaurerad efter dessa skador.

## Beskrivning
Katedralen är 110 meter lång och 41 meter bred. Mittskeppet är 30 meter högt och utmärker sig för sin stora bredd och måttliga höjd, varigenom det ansluter sig till de äldre romanska delarna. Rosettfönstret är 13 meter brett. Fasaden är i gotisk stil, och i den har den franska och tyska fasadbildningen förenats. Tornet är 142 meter högt. En mängd statyer och glasmålningar och på senare tid även fresker pryder katedralen.

## Galleri

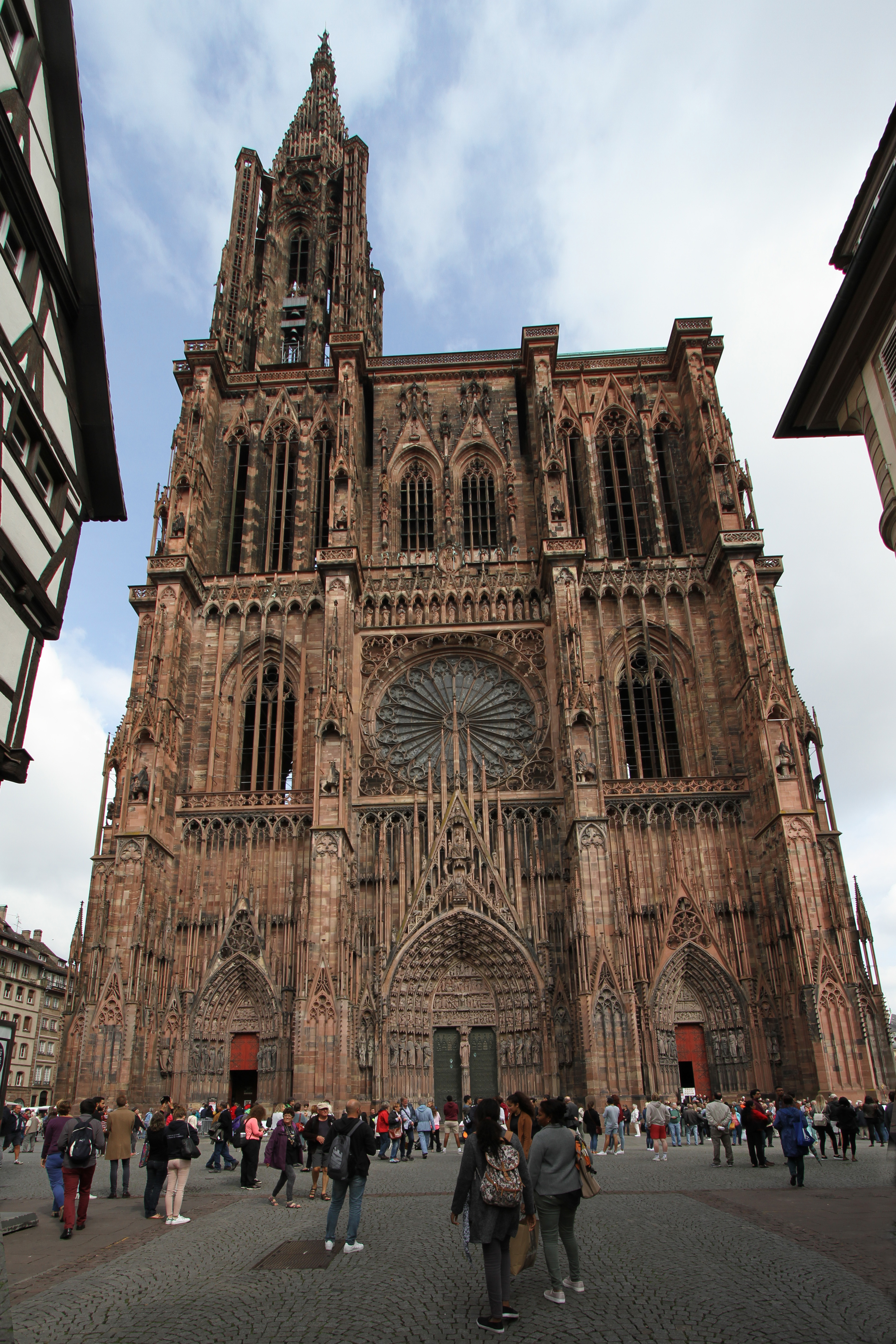
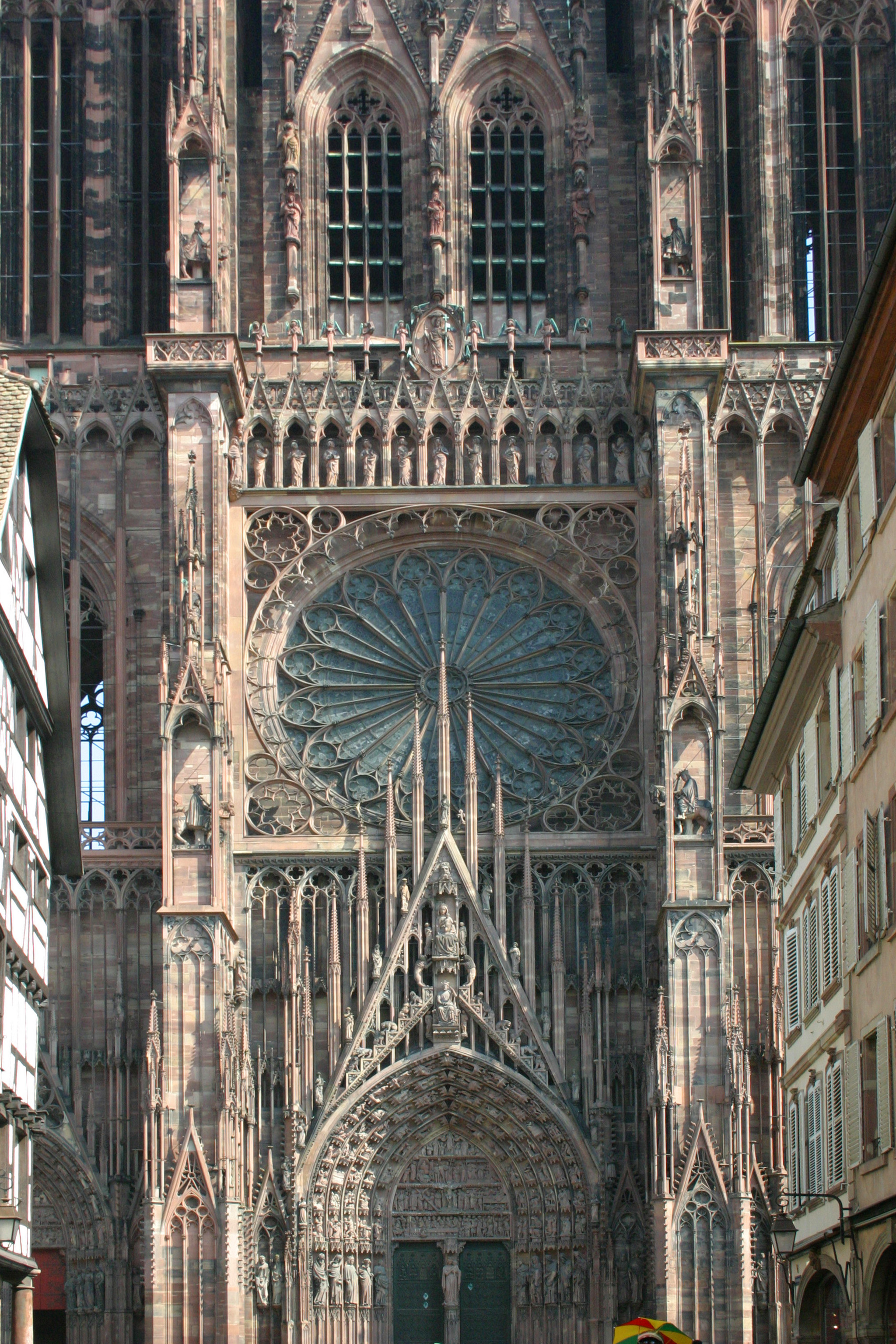
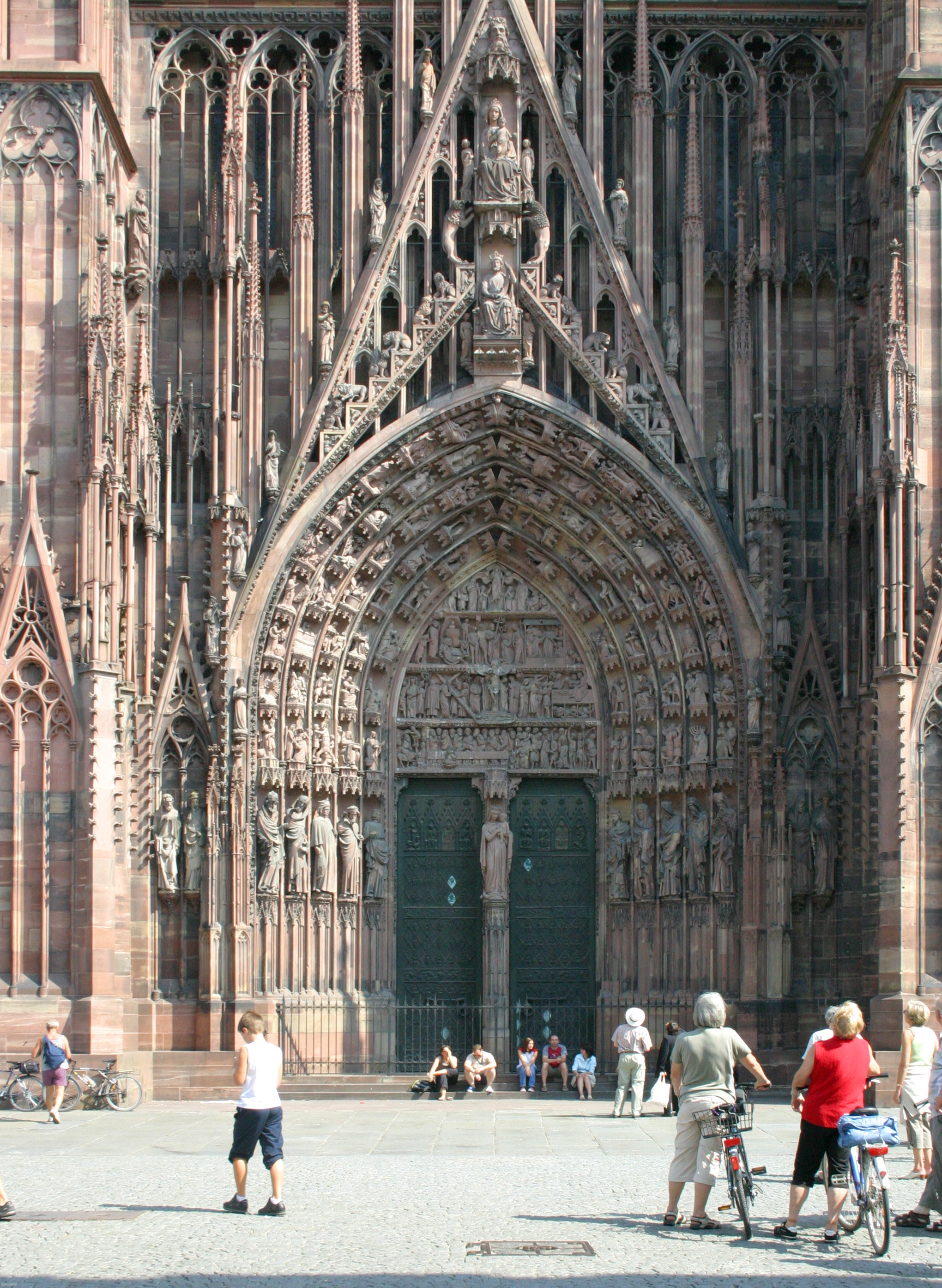
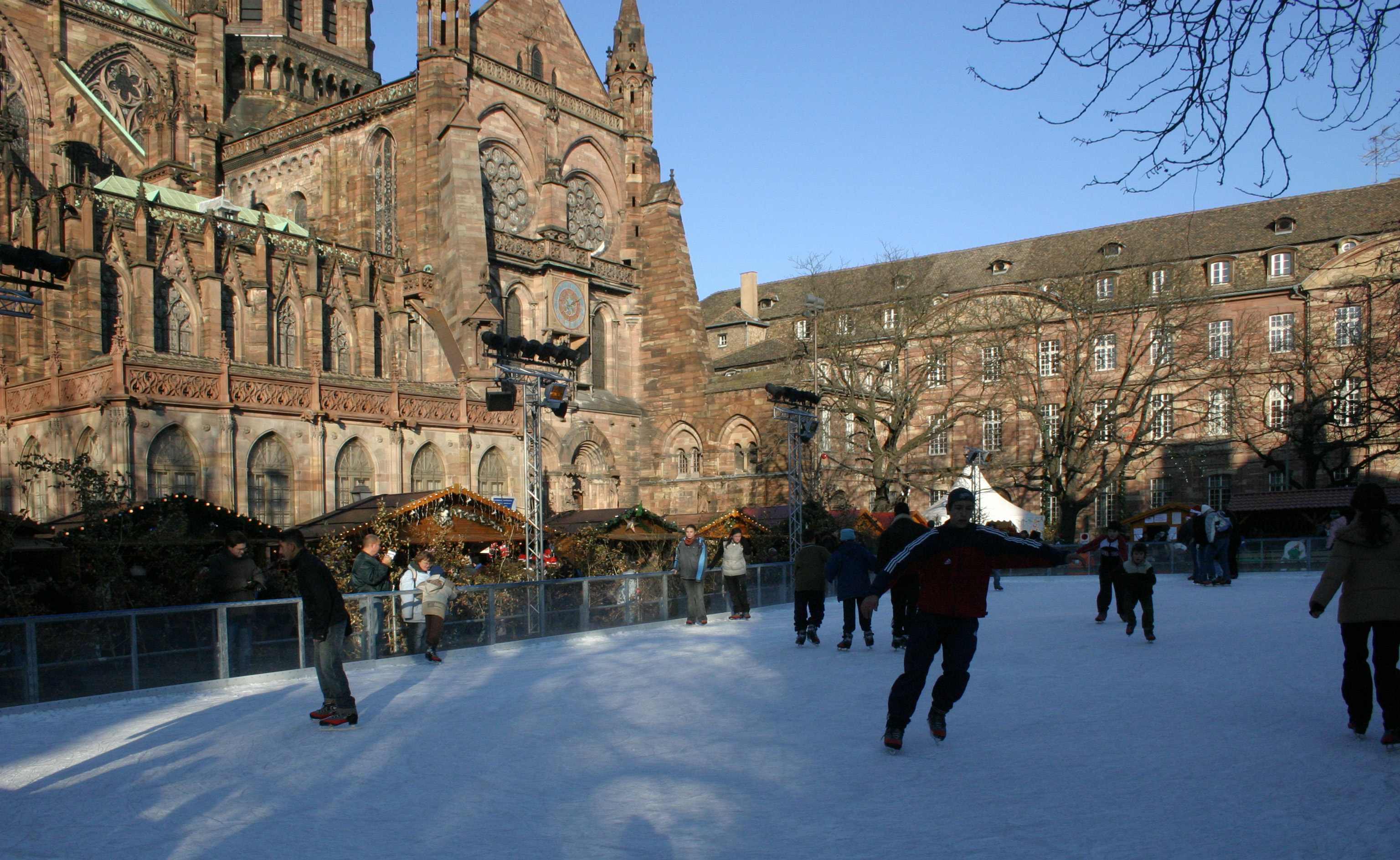
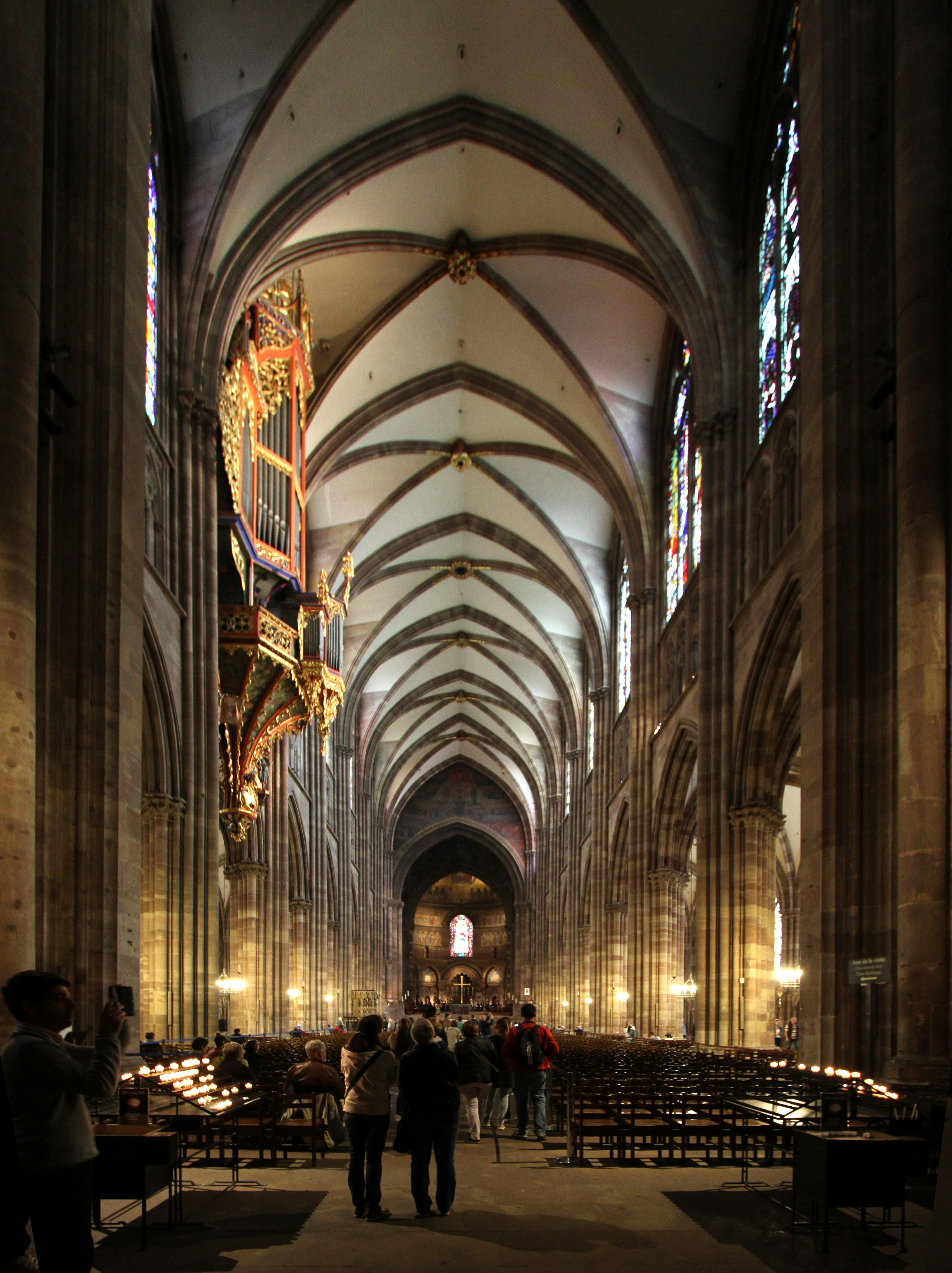